# Trichosanthes pentaphylla
Trichosanthes pentaphylla är en gurkväxtart som beskrevs av F. Müll. och George Bentham. Trichosanthes pentaphylla ingår i släktet Trichosanthes och familjen gurkväxter. Inga underarter finns listade i Catalogue of Life.